# Чортківська трагедія (1941)
Чортківська трагедія — масовий арешт та вбивства органами НКВС інтелігенції Чортківщини на початку липня 1941 року.

## Передісторія
У вересні 1939 року українське населення вітало возз'єднання з УРСР. Після приходу радянської влади загонами НКВС у перші місяці у Чорткові було арештовано лише військових польського гарнізону та окремих посадовців з числа тих, хто не встиг, або не зміг врятуватися за румунським кордоном (Румунія надала політичний притулок польським військовим та чиновникам, що перейшли кордон в Кутах та Заліщиках самим перед вторгненням Червоної Армії).

## Перші арешти
У 1941 році Чортковом прокотилися масові арешти місцевої української інтелігенції. Більшість викладачів гімназії, правників, лікарів, активістів громадських організацій та партій, звичайно ж «буржуазних» було схоплено без жодних пояснень та причини арешту. Безслідно зникло близько 100 мешканців міста, серед них: професор В. Баран, адвокат В. Електрович, лікар П. Синенький, викладач Д. Пігут, родина адвоката Остапа Юрчинського. Заарештованих було близько 1800 осіб, з них 954 особи були етаповані в Умань, а решту замордували в Чортківській тюрмі. Родинам арештованих не давали жодної звістки про місце ув'язнення. З перших днів війни Чортковом покотилися чутки про розпочату енкаведистами розправу над в'язнями чортківської тюрми. Місцеві жителі чекали допомоги від наступаючого німецького війська, ніхто із місцевих жителів не наважився на протест і спробу визволення в'язнів.
1 липня з тюремних воріт вивели під конвоєм довжелезну колону в'язнів і погнали у невідомому напрямку, ніхто не спробував захопити в'язницю й тоді з тюремних підвалів почали долинати постріли. Загони НКВС, щоб приглушити звуки катівської роботи, на подвір'ї в'язниці цілодобово підтримували роботу потужних дизельних двигунів.

### Розправа над священиками
Уночі 2 липня оперативники НКВС влаштували кривавий погром у приміщенні домініканського монастиря і підпалили приміщення. Зранку на березі річки Серет були знайдені тіла священників та монахів А. Знамеровського, Я. Місюти, Ю. Шпирлака, А. Волковського, а у спаленому монастирі — отця Х. Лонгави, монахів Р. Червонки та М. Іваничіва, органіста Й. Вінцентовича.

### Трагедія
Третього липня в Чортків увійшли військові підрозділи Вермахту. Жодного злочинця затримати не вдалося. Браму тюрми-катівні відкрили німці. Місцевих євреїв звинуватили у допомозі радянській владі та змусили з тюрми виносити спотворені тіла жертв. На ідентифікацію тіл дали одну добу. З восьмисот трупів впізнані були лише одиниці. Тіла були настільки спотворені катуванням та дією вапняного розчину, яким наспіх заливали рови з тілами на подвір'ї, що впізнати їх було неможливо. Лише за довгими русявими косами (таких не мав ніхто в окрузі) впізнали дочку чортківського адвоката Надію Юрчинську. Тих же євреїв змусили викопати братську могилу на місцевому цвинтарі і поховати усіх жертв.

## Дорога до Умані
Після приходу радянської армії 954 в'язні місцевої тюрми, що походили з Чорткова та прилеглих сіл пішки були відконвойовані на схід. У дорозі було страчено майже двісті осіб. Лише одинадцятьом вдалося втекти. Омелян Чернега був тим щасливцем, якому вдалося втекти від «енкаведистів». З міста Чорткова етап слідував через пункти Кам'янець-Подільський, Жмеринку, Тиврів, Ситківці, Христинівку, Умань. Під час переходу через с. Лосяч місцеві патріоти звели барикади, щоб зупинити колону, але енкаведисти з кулеметів рознесли їх вщент. У Гуштині чекісти заарештували та прилучили до колони двох хлопців, які виглядали з-за хати. 20 липня з етапного переходу Чортків — Умань 750 осіб були страчені в уманській в'язниці, їх тіла знесли в глибокі коридори підземель уманської тюрми, пересипали вапном та ретельно замурували. Німецькі війська віднайшли місце катувань та наказали перепоховати рештки на міському цвинтарі. Тоді було ідентифіковано близько 100 тіл загиблих.

## Пам'ять
У Чорткові, у сквері біля слідчого ізолятора, встановлено пам'ятник у пам'ять про закатованих більшовиками в'язнів чортківської тюрми. Також на місцевому цвинтарі впорядкована братська могила. В Умані зведений меморіальний комплекс жертвам чортківської трагедії.